# علي بن حسن الشاعر
علي بن حسن الشاعر (1931 - 2019) وزير الثقافة والإعلام السعودي السابق، وكان سفيراً للسعودية في لبنان.

## مؤهلاته العلمية
- بكالوريس: آداب قسم تاريخ من جامعة الملك سعود.
- بكالوريس: علوم عسكرية من الأكاديمية العسكرية، عام 1949م.

## المناصب
- كبير معلمي المدرسة العسكرية بالطائف.
- مدير قسم الطبوغرافيا في إدارات العمليات العسكرية.
- قائد المدرسة الثانوية العسكرية في المدينة المنورة.
- قائد كلية الملك عبد العزيز الحربية في الرياض.
- ملحق عسكري لدى باكستان.
- ملحق عسكري لدى لبنان، لمدة إحدى عشرة سنة، حتى نهاية عام 1975م.
- سفيراً للمملكة في لبنان، من عام 1976م، حتى نهاية عام 1982م.
- عين وزيراً للثقافة والإعلام لمدة 14 سنة.
- مستشار بالديوان الملكي بمرتبة وزير.

## الأعمال البارزة
- تأسيس المدرسة العسكرية، في المدينة المنوّرة.
- العمل على تخريج ما يزيد على 320 ضابطاً للقوات المسلحة، من الكلية الحربية، في الرياض.
- تأسيس الملحقية العسكرية في باكستان.
- تأسيس الملحقية العسكرية في لبنان.
- الاشتراك في لجنة المتابعة العربية لأحداث لبنان.
- الاشتراك في اللجنة الرباعية للمصالحة اللبنانية.
- إنشاء القناة الثانية، للتلفزيون السعودي.

## الأوسمة والأنواط والميداليات
- وسام الملك عبد العزيز، من الدرجة الثالثة، في 26/9/1393هـ.
- وسام الملك عبد العزيز، من الدرجة الممتازة، في 13/7/1398هـ.
- وشاح الملك عبد العزيز، من الطبقة الثانية، في 16/3/1405هـ.
- عدة أوسمة من: باكستان، والأردن، ولبنان، وجمهورية مصر العربية، والجمهورية العراقية.

## الوفاة
توفي عن عمرٍ يناهز 88 سنة في مدينة جدة في 10 رمضان 1440 هـ الموافق 15 مايو 2019 م، ودُفن في البقيع.